# コータリン・アルファー
コータリン・アルファとは、2002年10月～2009年3月まで中国放送（RCCラジオ）で放送されていた情報番組。
当番組の前身番組である週末情報局みたり聴いたりコータリン（1997年4月～2002年9月）についてもここで述べる。

## 概要
番組のコンセプトは「耳聞く週刊誌」であり、1週間の政治、経済、事件、事故、トレンド情報や本の情報など、コラムニストの神足裕司が独自の視点で解説する。その週の主要ニュースをランキング形式で解説の「ニュースプラスアルファー」と、更に注目すべきニュースを神足自らの取材レポートの「コータリン見聞録」をメインに展開。
不定期に、神足のスケジュールの都合で横浜の自宅からの電話出演になる時や、2週録りの際に放送枠全部を神足裕司のオススメ本特集や他の取材の特集に充てる回もあった。
なお番組冒頭のオープニングトークの内容は、神足が週刊アスキーに連載のコラムScene2009と、コータリン見聞録の内容は、週刊SPA!に連載中のコラム「神足裕司のこれは事件だ」の翌週の掲載分と内容がリンクしており、番組内で語られなかった部分がより深く掘り下げられ書かれている。

## 変遷
| 放送期間              | 番組名                                              | 放送曜日 | 放送時間帯     | パーソナリティー     |
| --------------------- | --------------------------------------------------- | -------- | -------------- | -------------------- |
| 1997年4月～1998年3月  | 週末情報局 みたり聞いたりコータリン                 | 土       | 09:00～10:55   | 神足裕司、黒川のぞみ |
| 1998年4月～1999年3月  | 週末情報局 みたり聞いたりコータリン                 | 土       | 09:00～10:55   | 神足裕司、山原玲子   |
| 1999年4月～2001年9月  | 週末情報局 みたり聞いたりコータリン                 | 土       | 09:00～10:55   | 神足裕司、和佐由紀子 |
| 2001年10月～2002年9月 | 週末情報局 みたり聞いたりコータリン                 | 土       | 09:00～10:55   | 神足裕司、吉田幸     |
| 2002年10月～2004年5月 | コータリン・アルファ                                | 日       | 09:30～10:00   | 神足裕司、吉田幸     |
| 2004年5月～2005年5月  | コータリン・アルファ                                | 日       | 09:30～10:00   | 神足裕司、岡佳奈     |
| 2005年5月～2007年3月  | コータリン・アルファ                                | 日       | 09:30～10:00   | 神足裕司、吉田幸     |
| 2007年4月～2008年3月  | コータリン・アルファ （吉田幸のサンデー!Sunday!内） | 日       | 10:00～10:30頃 | 神足裕司、吉田幸     |
| 2008年4月～2008年9月  | コータリン・アルファ                                | 日       | 09:30～10:00   | 神足裕司、藤村伊勢   |
| 2008年10月～2009年3月 | コータリン・アルファ                                | 日       | 09:00～09:30   | 神足裕司、藤村伊勢   |

1. ↑  2003年10月26日/11月16日は、田口麻衣アナが代行
2. 1 2  吉田幸アナの産休に伴い交代
3. ↑  2006年12月10日は、桑原しおりアナが代行

## 番組開始のルーツ
神足が週刊SPA!に連載の事件取材コラム、「神足裕司のこれは事件だ」では2ページと書くスペースが手狭な為、「事件の取材をしているので、電話でもいいから喋らせてくれ」と神足自身がRCC中国放送の知人に年賀状を送ったところ、「では番組を作りましょう」という話に発展したのがこの番組のルーツである。なお「コータリン」というネーミングは、神足が週刊朝日で「恨ミシュラン」を連載時に、取材で北海道へ行く際に、担当者が飛行機のチケットの予約で神足の名前を「コータリン」と書いたのがルーツである。それを見た漫画家の西原理恵子が、面白がってメディア上でコータリと書いて広がり現在に至ると、コータリンアルファーの最終回に神足自身が語った。